# Kanton Laguiole
Der Kanton Laguiole war bis 2015 ein französischer Wahlkreis im Département Aveyron und in der Region Midi-Pyrénées. Er umfasste fünf Gemeinden im Arrondissement Rodez; sein Hauptort (frz.: chef-lieu) war Laguiole. Die landesweiten Änderungen in der Zusammensetzung der Kantone brachten im März 2015 seine Auflösung. Vertreter im conseil général des Départements war zuletzt Vincent Alazard.

## Gemeinden
| Gemeinde          | Einwohner Jahr | Fläche km² | Bevölkerungsdichte | Code INSEE | Postleitzahl |
| ----------------- | -------------- | ---------- | ------------------ | ---------- | ------------ |
| Cassuéjouls       | 116 (2013)     | 10,3       | 11 Einw./km²       | 12058      | 12210        |
| Curières          | 218 (2013)     | 36,1       | 6 Einw./km²        | 12088      | 12210        |
| Laguiole          | 1.229 (2013)   | 63,1       | 19 Einw./km²       | 12119      | 12210        |
| Montpeyroux       | 550 (2013)     | 61,7       | 9 Einw./km²        | 12156      | 12210        |
| Soulages-Bonneval | 287 (2013)     | 15,2       | 19 Einw./km²       | 12273      | 12210        |